# Ruma
Ruma (în sârbă Рума) este un oraș și o comună în districtul Srem, Serbia.
Se află la o altitudine de 169 m deasupra nivelului mării. Are o suprafață de 582 km².